# カショッタ・ドゥルビーノ
カショッタ・ドゥルビーノ（: Casciotta d'Urbino）はイタリアのマルケ州ペーザロ・エ・ウルビーノ県で生産されるセミハードタイプのDOPチーズ。名称のカショッタはイタリア中部方言でチーズのことで、すなわち「ウルビーノのチーズ」という意味である。中世、ウルビーノ公国ではチーズ作りが奨励され、羊の牧場用地の取得や減税などをすすめた結果、16世紀ごろには軌道に乗っていたと考えられている。ミケランジェロやクレメンス14世がこのチーズを好んでいたとされる。保護原産地呼称について、1982年にイタリア国内のDOC認証を、1996年にEUのDOP認証を受けており、このDOP認証はマルケ州で唯一の存在である。
表皮は引き締まりなめらかで淡黄色を見せ、内部も色は同色ながら柔らかく、まばらに小さな気孔見られる。甘いなかに若干の干し草のような香りをもち、味は塩味がきつくなく食べやすい。最も美味となる時期は春とされる。そのまま食してもよいが、はちみつと合わせるのもよい。